# Antonae flaccida
Antonae flaccida är en insektsart som beskrevs av Leon Fairmaire. Antonae flaccida ingår i släktet Antonae och familjen hornstritar. Inga underarter finns listade i Catalogue of Life.